# Raphaël Wicky
Raphaël Wicky (Leuggern, Aargau kanton, 1977. április 27. –) svájci válogatott labdarúgó, edző. Védekező középpályásként játszott, de a védelemben is bevethető volt.

## Pályafutása
Wicky az FC Sion-ban kezdte pályafutását, majd a Werder Bremen-ben, Atlético Madrid-ban, Hamburger SV-ben játszott, 2007 júliusában pedig visszatért az FC Sion-ba, miután már nem ő lett az első számú játékos a posztján a Hamburger SV-ben.
2008 januárjában igazolt a Chivas USA-ba, és március 30-án debütált az FC Dallas ellen.
Részt vett a svájci válogatottal az 1996-os, és 2004-es Európa-bajnokságon, illetve a 2006-os világbajnokságon.

## Külső hivatkozások
- Statisztikák a fussballdaten.de-n (németül)